# Carlos Manuel Rodríguez Santiago
Carlos Manuel Cecilio Rodríguez Santiago (22. listopadu 1918, Caguas – 13. července 1963, Río Piedras) byl portorický římskokatolický laik a katecheta. Katolická církev jej uctívá jako blahoslaveného.

## Život

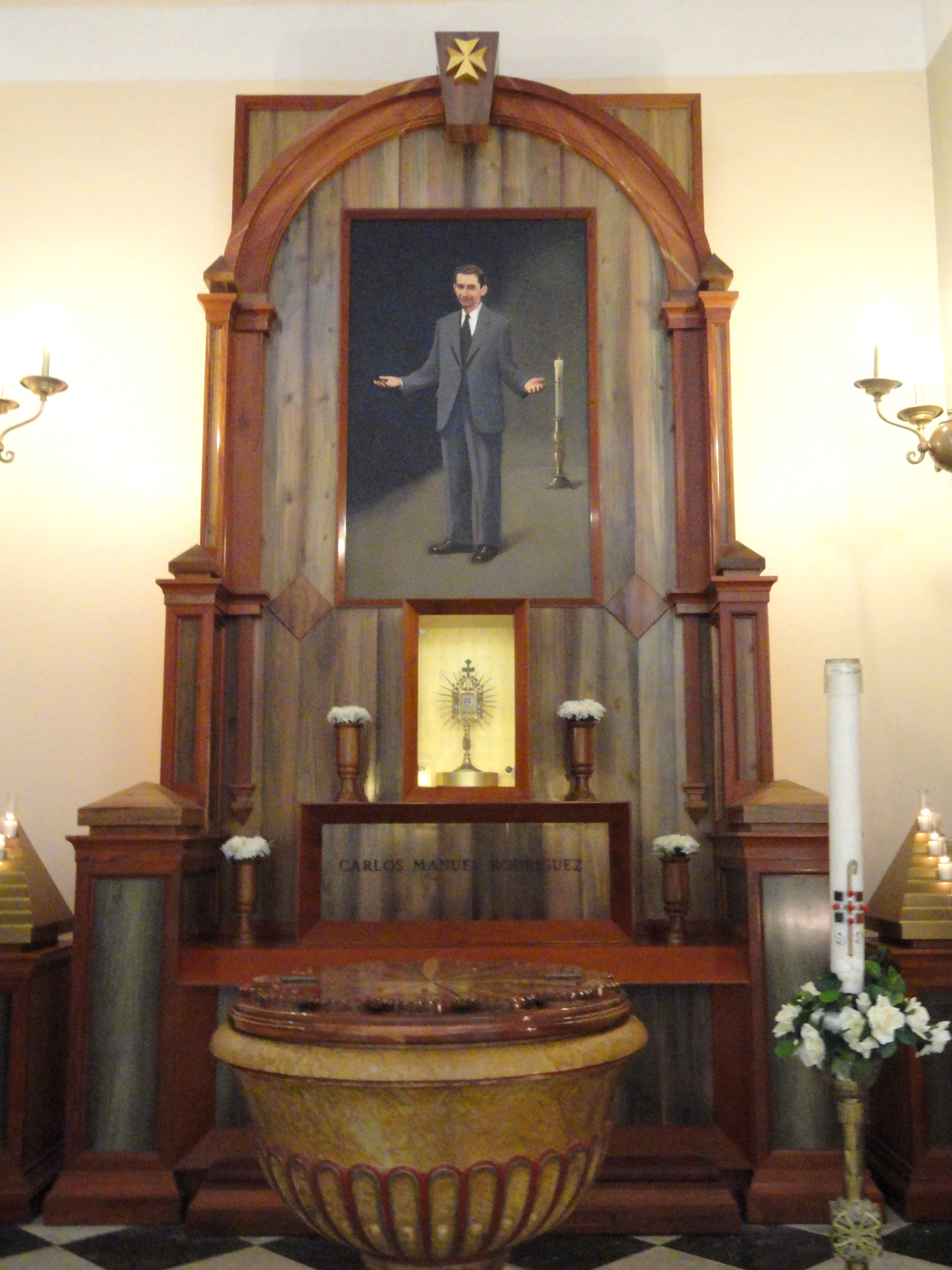
Jeho relikvie v katedrále sv. Jana Křtitele v San Juanu

Narodil se dne 22. listopadu 1918 v Caguas v Portoriku jako druhý z pěti dětí Manuela Baudelia Rodrigueze Rodrigueze a Herminie Santiago Esteras, oba z početných katolických rodin. Byl pokřtěn v místním kostele Dulce Nombre de Jesús dne 4. května 1919. Dvě z jeho sester se provdaly, zatímco další se stala karmelitkou. Jeho bratr José Rodriguez se stal benediktinským mnichem a později opatem svého kláštera.
V roce 1925 požár zničil obydlí a podnik jeho rodiny , pročež musel žít s rodiči jeho matky. Téhož roku byl zapsán ke studiu na Colegio Católico Notre Dame. Po absolvování této katolické základní školy začal navštěvovat střední školu Gautier Benítez, taktéž v jeho rodném městě. Jeho touhu stát se knězem podkopal jeho špatný zdravotní stav. V té době se u něj začala vyvíjet ulcerózní kolitida. Nastoupil na Akademii Panny Marie Ustavičné Pomoci v San Juanu. Jeho zdravotní problémy však způsobily, že odešel ještě před promocí. Vrátil se domů, a zatímco pracoval jako úředník, věnoval se dále studiu, kdy diplom získal v květnu roku 1939.
Jako úředník sloužil ve více městech v regionu a ve volném čase se věnoval studiu katolické liturgie. Na toto téma napsal řadu článků a snažil se jej různě propagovat. Organizoval diskusní skupiny ve městech po celém ostrově. Učil také katechismus středoškoláky a platil jim tematické studijní pomůcky.
V roce 1946 se zapsal na Univerzitu Puerto Rico v Río Piedras. Mimo studium se věnoval nadále liturgii a vedl liturgický kroužek. I přes výborné výsledky a lásku ke studiu mu však nemoc zabránila dokončit druhý ročník. Mezi jeho další záliby patřila hudba, kdy za jeden rok se dokázal naučit hrát na klavír i kostelní varhany.
Prosazoval obnovu katolické liturgie o staré, mnohdy zapomenuté, zvyky. Zasazoval se o aktivní účast laiků na obřadech, používání lidové řeči a obnovení velikonoční vigilie v noci, nikoli ráno, jak se v té době slavila. Vigilie tím podle něj ztratila svůj starobylý charakter jako ústřední noc křesťanského roku. K jeho radosti obnovil velikonoční vigilii kolem půlnoci v roce 1952 papež Pius XII. Jedním z jeho oblíbených výroků o tomto svátku bylo „Vivimos para esa noche“ („Žijeme pro tu noc“).
Po operaci v roce 1963 mu byla diagnostikována rakovina konečníku. Na ni zemřel dne 13. července 1963 v Río Piedras ve věku 44 let. Jeho hrobka se nachází v katedrále Dulce Nombre de Jesús v jeho rodném Caguas.

## Úcta
Jeho beatifikační proces započal dne 26. června 1992, čímž obdržel titul služebník Boží. Dne 7. července 1997 jej papež sv. Jan Pavel II. podepsáním dekretu o jeho hrdinských ctnostech prohlásil za ctihodného. Dne 20. prosince 1999 byl uznán zázrak na jeho přímluvu, potřebný pro jeho blahořečení.
Blahořečen pak byl dne 29. dubna 2001 na Svatopetrském náměstí papežem sv. Janem Pavlem II.
Jeho památka je připomínána 13. července. Bývá zobrazován v obleku.